# Narodowy Dzień Pamięci Powstania Warszawskiego
Narodowy Dzień Pamięci Powstania Warszawskiego – polskie święto państwowe, obchodzone corocznie od 2010 roku w dniu 1 sierpnia. 
Dzień ten nie jest dniem wolnym od pracy.

## Znaczenie daty
Preambuła ustawy głosi, że święto ustanawia się w hołdzie bohaterom Powstania Warszawskiego – tym, którzy w obronie bytu państwowego, z bronią w ręku walczyli o wyzwolenie stolicy, dążyli do odtworzenia instytucji niepodległego Państwa Polskiego, sprzeciwili się okupacji niemieckiej i widmu sowieckiej niewoli zagrażającej następnym pokoleniom Polaków. Uzasadnienie dołączone do projektu ustawy dodawało ponadto, że uhonorowaniem dnia wybuchu powstania wolna Polska może spłacić swój dług wdzięczności.

## Ustanowienie święta
Święto zostało ustanowione ustawą z dnia 9 października 2009 roku o ustanowieniu Narodowego Dnia Pamięci Powstania Warszawskiego, uchwalonej z inicjatywy prezydenta RP Lecha Kaczyńskiego. Za uchwaleniem ustawy głosowało 397 posłów, 1 był przeciwko, 6 wstrzymało się od głosu. Senat przyjął ustawę bez poprawek w dniu 5 listopada 2009 roku. Ustawę opublikowano w Dzienniku Ustaw w dniu 7 grudnia 2009 roku.